# Гимар, Эктор
Экто́р (Гекто́р) Гима́р (фр. Hector Guimard; 10 марта 1867 года, Лион, Франция — 20 мая 1942, Нью-Йорк, США) — французский архитектор и художник-декоратор. Один из самых известных представителей искусства стиля ар-нуво. Создатель знаменитых входных павильонов парижского метрополитена.

## Биография и творчество
Эктор Гимар с 1882 года учился в парижской Школе декоративных искусств. После её окончания, в 1887 году сразу же поступил в Школу изящных искусств в Париже, где изучал архитектуру. Там он ознакомился с архитектурными теориями Эжена Виолле-ле-Дюка. Участвовал в различных архитектурных конкурсах. С 1891 года преподавал рисунок и перспективу в женских классах Школы декоративных искусств. В качестве живописца участвовал в Салонах 1894 и 1895 годов. Совершил поездки в Англию, Шотландию, Нидерланды и в Бельгию.
В Брюсселе летом 1895 года Гимар встретился с бельгийским архитектором Виктором Орта, который познакомил его с «бельгийским новым стилем» (art nouveau) и показал построенный им особняк Тассель (1893—1894). В свою очередь Гимар организовал в Парижском Салоне в январе 1896 года выставку проектов Орта, и собственный стиль Гимара также стал меняться в направлении флоральных мотивов и извивающихся линий металлодекора франко-бельгийского ар нуво. Считается, что спроектированный Гимаром особняк мадам Фурнье «Кастель Беранже» (Castel Beranger) на улице Jean de la Fontaine, 14 в Париже (1894—1898) является одним из первых строений стиля «ар нуво» за пределами Бельгии.

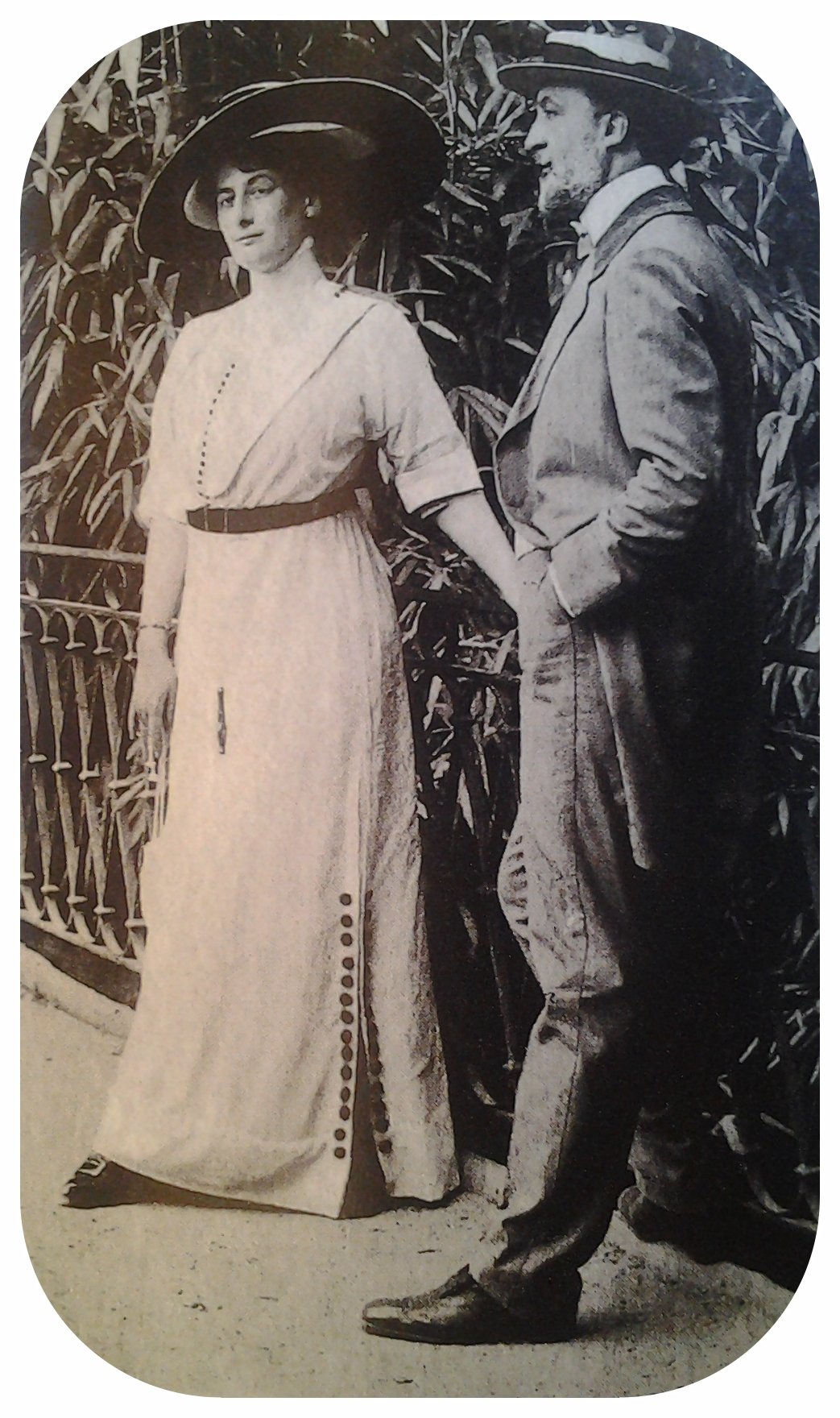
Аделина и Эктор Гимар

К самым известным работам Гимара относится оформление надземных входов в парижское метро с эффектными металлическими оградами, навесами и торшерами, стилизованными под причудливо изгибающиеся стебли невиданных растений (1898—1901). На эти работы муниципалитет Парижа объявил конкурс. Заявки поступили от 21 участника. В основном предлагались проекты массивных зданий в различных исторических стилях. Они были высмеяны в прессе как напоминающие газетные киоски, похоронные памятники или общественные туалеты. Времени было мало, и Гимар представил эскизы собственной идеи входов из железа и стекла, которые были быстрее и проще в изготовлении. Вначале Гимар разработал самый простой вариант, без навеса, с железными перилами, окрашенными в зелёный цвет, и двумя высокими светильниками с табличкой: «Métropolitain». Наряду с оформлением в стиле ар нуво вход на станцию «Площадь Бастилии» был сделан в виде китайской пагоды. Но не все приняли столь радикальный подход, в газетах разразился скандал и мнение властей также было противоречивым. Жители жаловались, что новый стиль не соответствует исторической архитектуре центра Парижа.
Сохранились восемьдесят восемь входов из первоначально установленных ста шестидесяти семи. Однако «причуды Гимара» до такой степени соответствовали вкусам нового стиля, что модерн в Париже спустя некоторое время стали называть «стилем гимар», или «стилем метро».
В период 1890—1930 годов Эктор Гимар построил около пятидесяти зданий, проектировал оформление интерьеров и мебель. Гимар писал статьи, выступал с лекциями о новом стиле и о собственных постройках. В 1899 году он вернулся к преподаванию в Школе декоративных искусств. Гимар называл себя «архитектором от искусства», подчёркивая тем самым изобразительное начало своих композиций. Он оформлял интерьеры, проектировал мебель, витражи, светильники, рисовал оконные и дверные решётки, камины и дверные ручки. Изобретённые им формы позднее стали называть органогенными, биоподобными и относили к флоральному течению в искусстве европейского модерна.
В 1925 году Эктор Гимар принял участие в Международной выставке современных декоративных и промышленных искусств (Exposition Internationale des Arts Décoratifs et Industriels Modernes), которая дала название стилю ар деко. В 1929 году Гимар получил орден Почётного легиона. Совместно с Эженом Грассе он был соучредителем «Общества художников-декораторов» (la Société des artistes décorateurs) в Париже.
Он продолжал работать в качестве архитектора-проектировщика в стиле ар деко. Но большинство созданных им зданий и интерьеров позднее были перестроены. В 1936 году он подарил большую коллекцию своих проектов Альфреду Бару, директору Музея современного искусства в Нью-Йорке. Гимар был членом архитектурного жюри по организации Всемирной выставки 1937 года в Париже и не мог не обратить внимание на вызывающую архитектуру павильона фашистской Германии. В сентябре 1938 года он вместе с женой Аделиной (она была еврейкой) эмигрировал в США. Гимар скончался 20 мая 1942 года в Нью-Йорке в отеле Адамс на Пятой авеню.
После войны вдова Гимара вернулась в Париж. Она пожертвовала три комнаты мебели Гимара в трем музеям; Музею изобразительных искусств города Лиона, Музею декоративного искусства в Париже и Музею Малого дворца (Petit Palais), где они сейчас и выставлены. Она также передала в дар Музею декоративного искусства коллекцию из трёхсот рисунков и фотографий. В 1970 году Музей современного искусства в Нью-Йорке провёл большую выставку, посвящённую творчеству Эктора Гимара. В 1978 году сохранившиеся входы Гимара в парижское метро были объявлены частью исторического наследия. Париж также пожертвовал несколько копий парижских оград Чикаго и другим городам, изъявившим желание их получить. Часть оригинальной мебели работы мастерских Гимара экспонируется в парижском Музее Д’Орсэ.

## Галерея

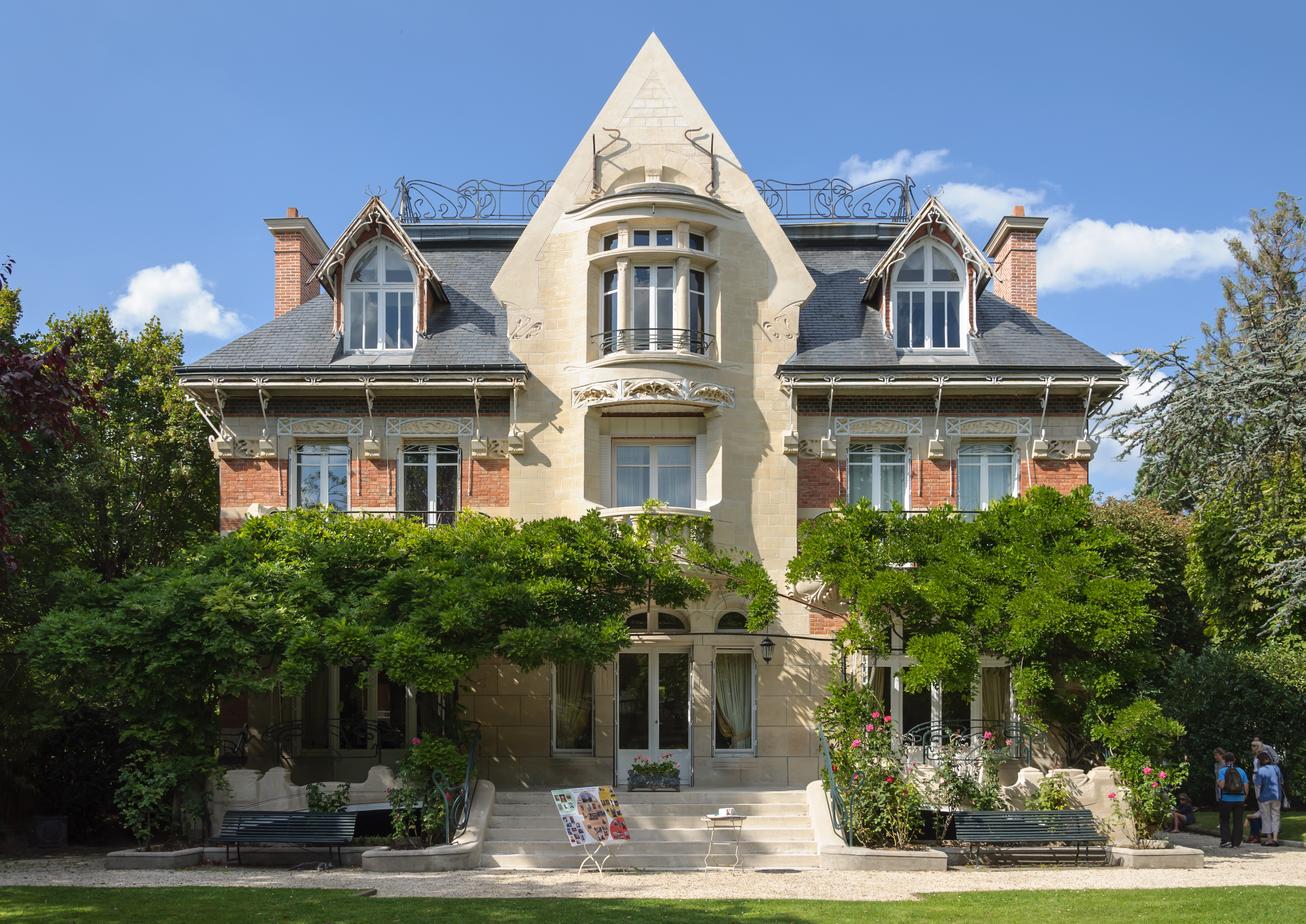
Вилла Берте, Ле-Везине. 1896
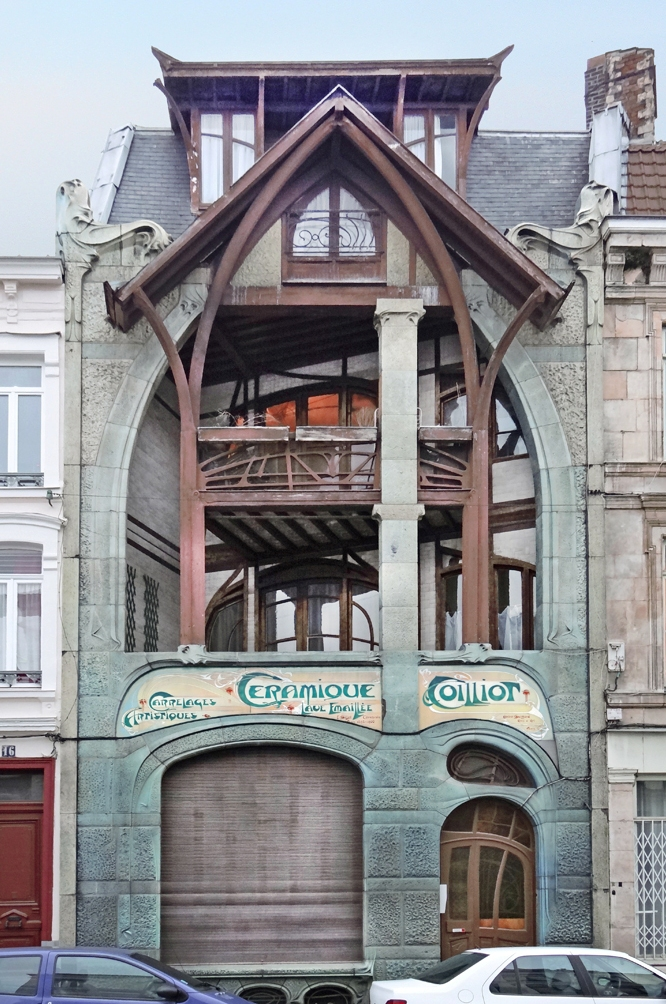
Мэзон Койлио, Лилль. 1898—1900
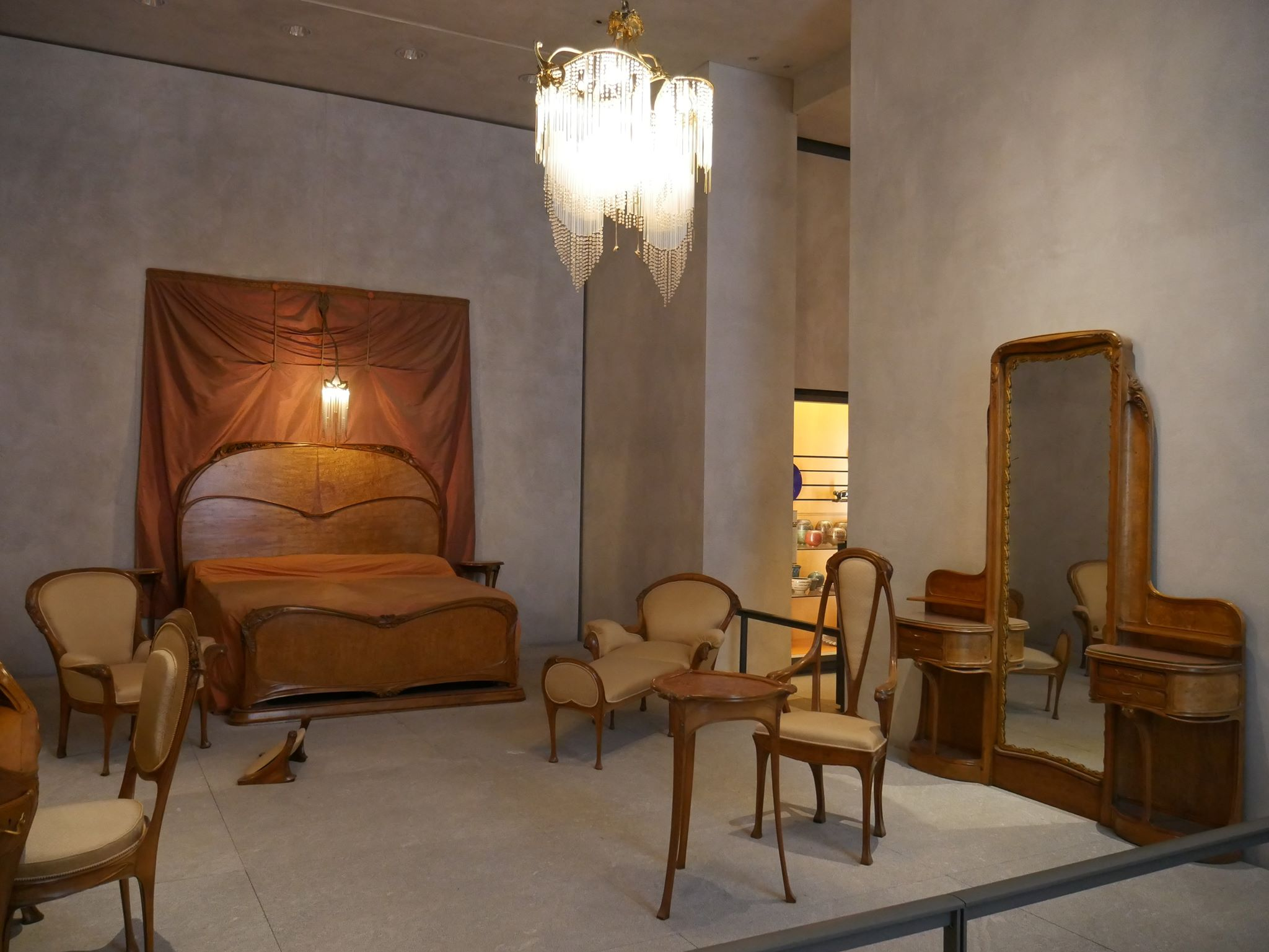
Спальная комната Отеля Гимар. 1909—1912. Музей изящных искусств, Лион
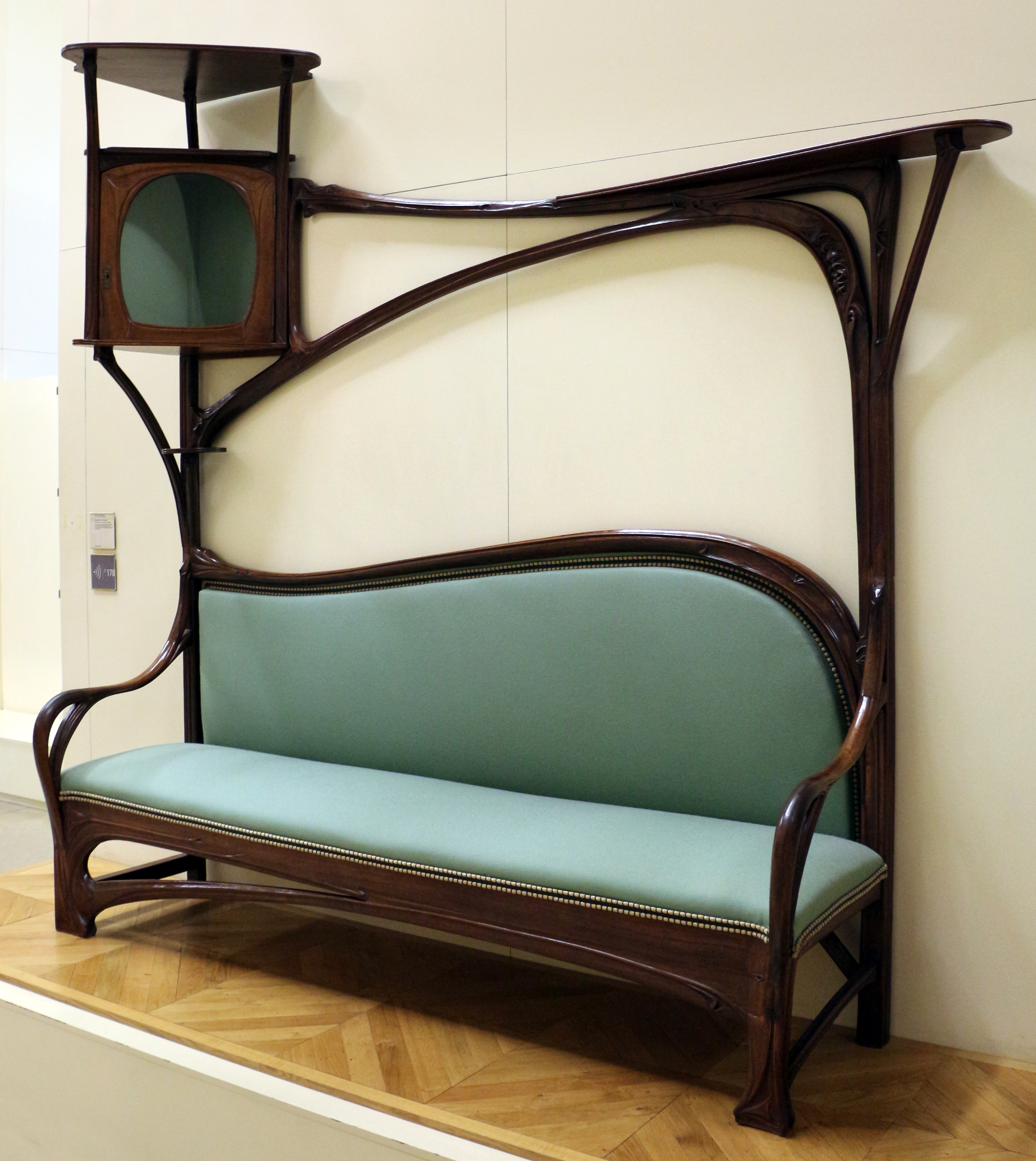
Э. Гимар. Диван. Музей д'Орсе, Париж
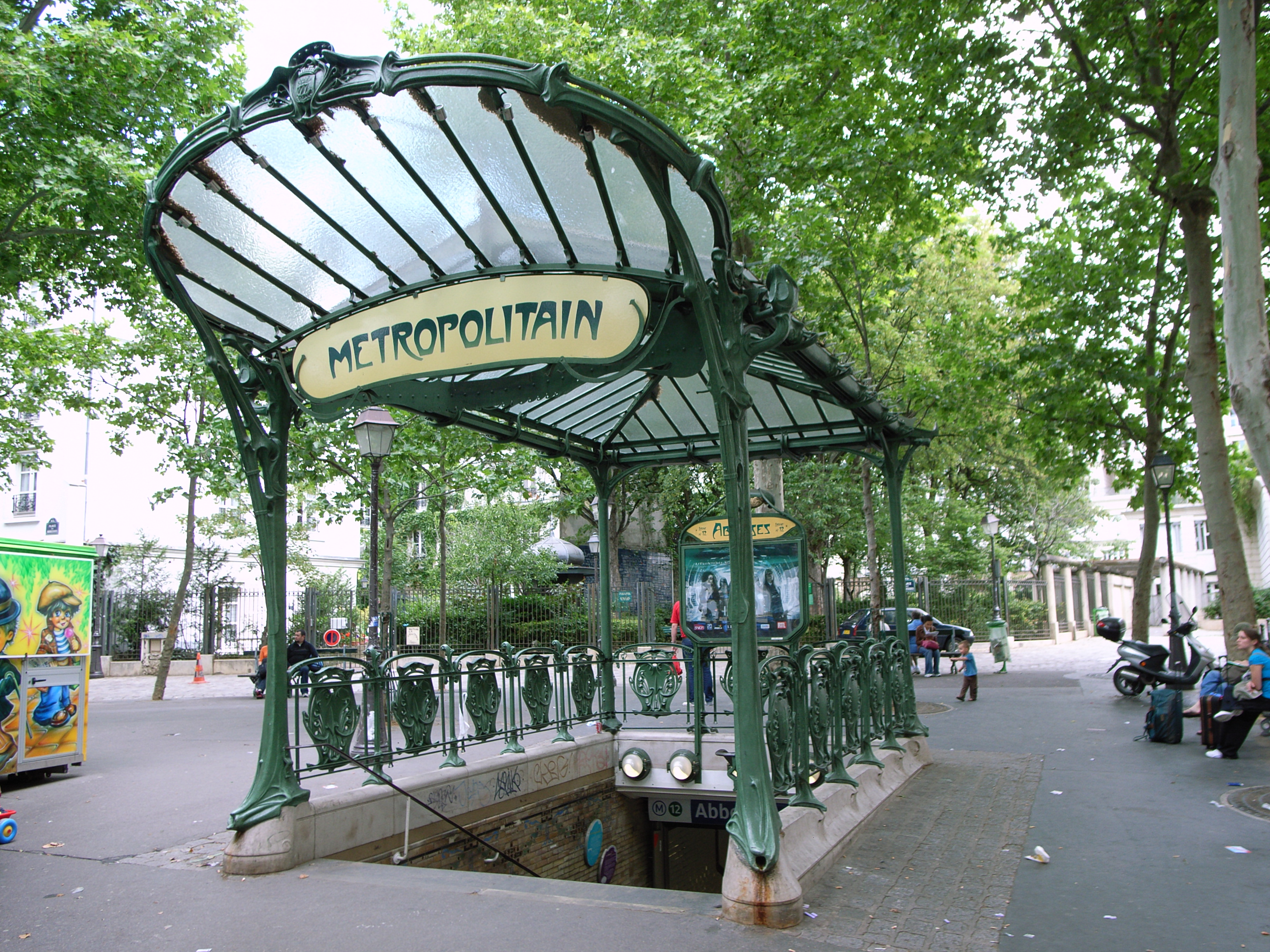
Вход в метро. Станция Аббес. Париж
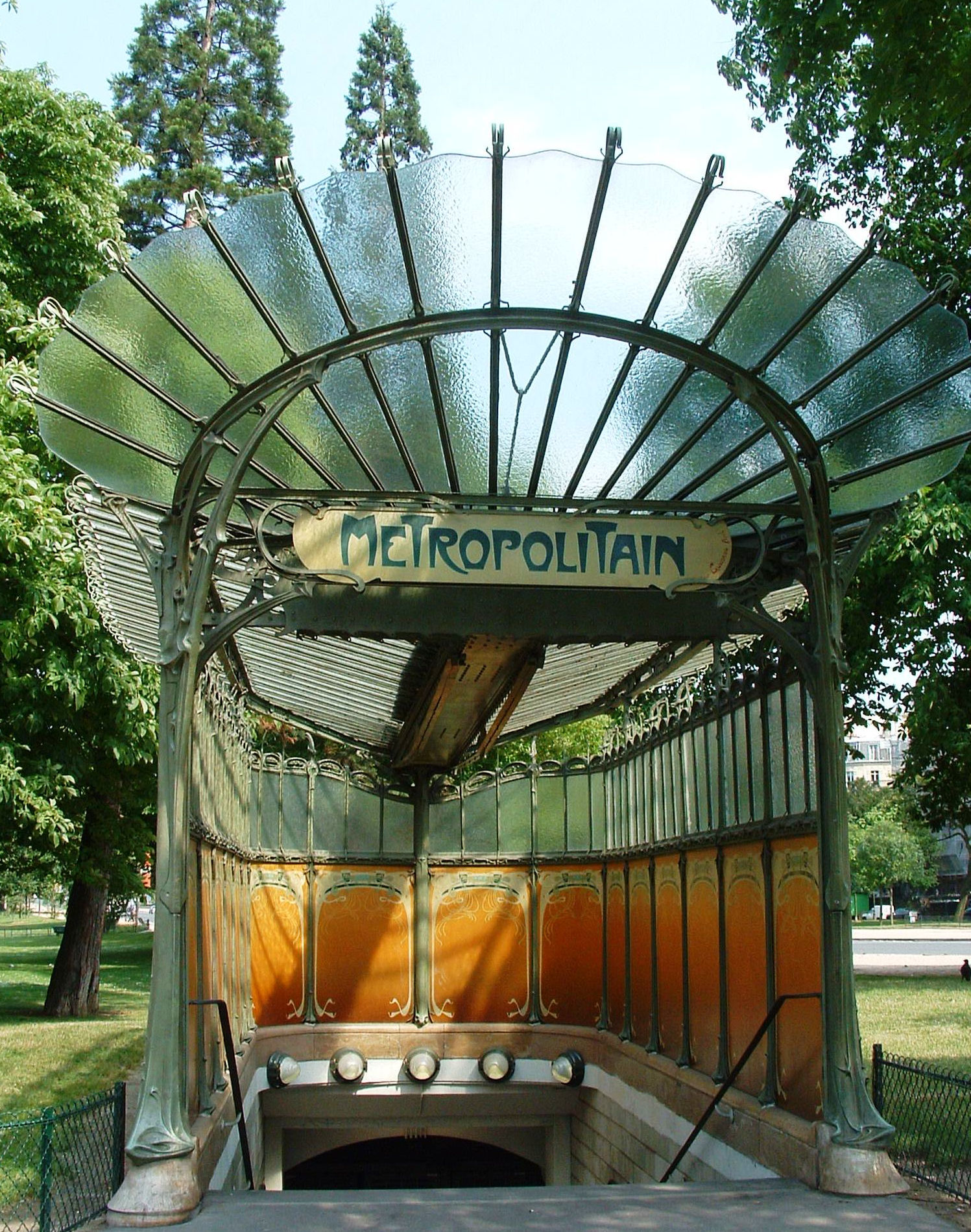
«Стрекоза» станции парижского метро Дофин-2
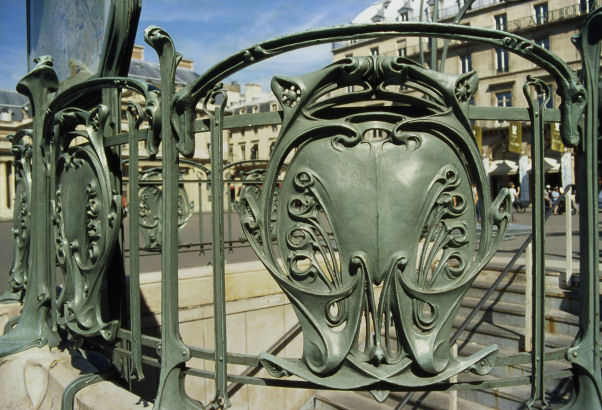
Деталь ограды
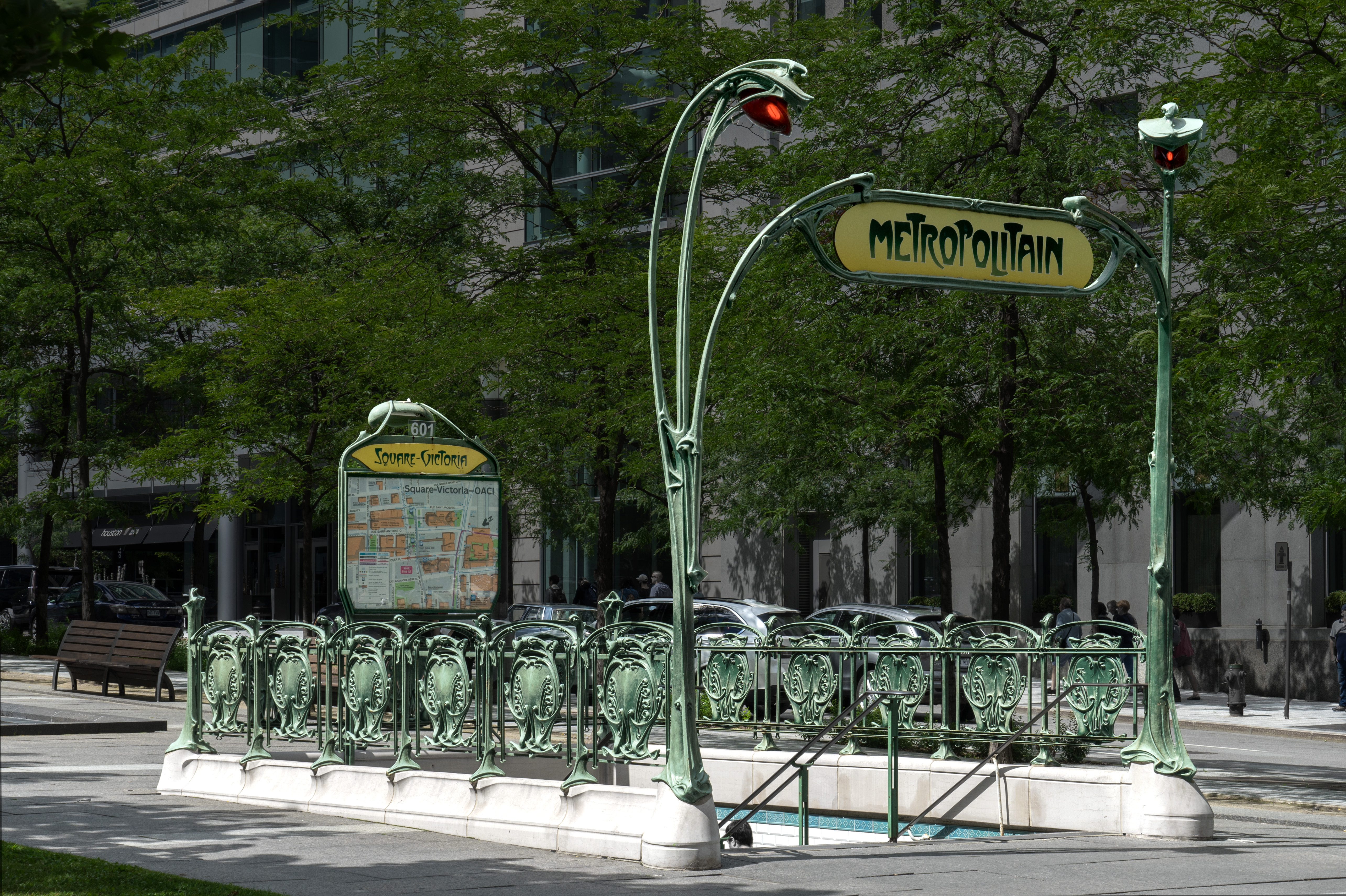
Вход в метро. Станция Виктория, Монреаль. Канада. Подарок Парижа Монреалю, сделанный в 1967 году по случаю Всемирной выставки
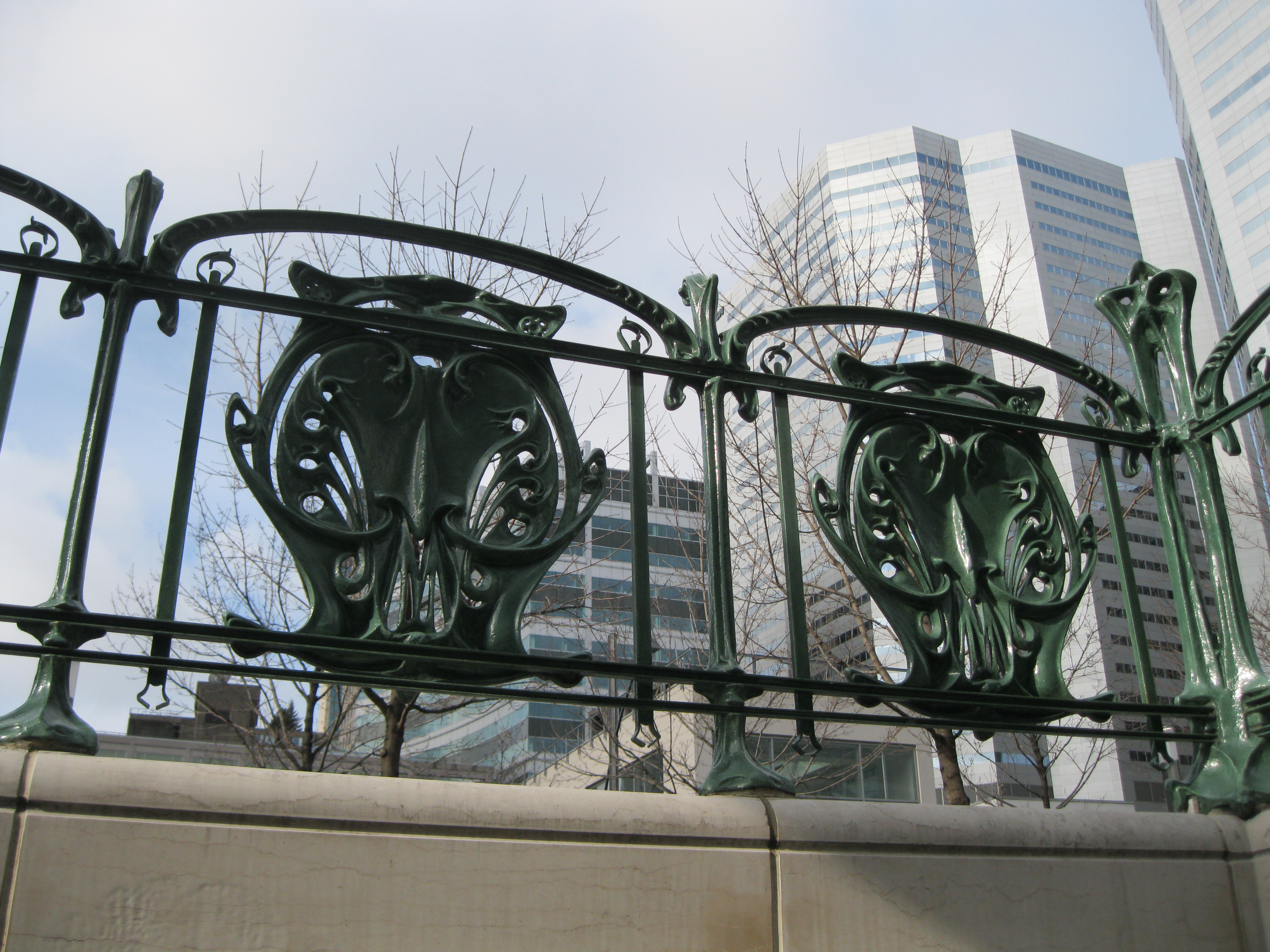
Деталь ограды
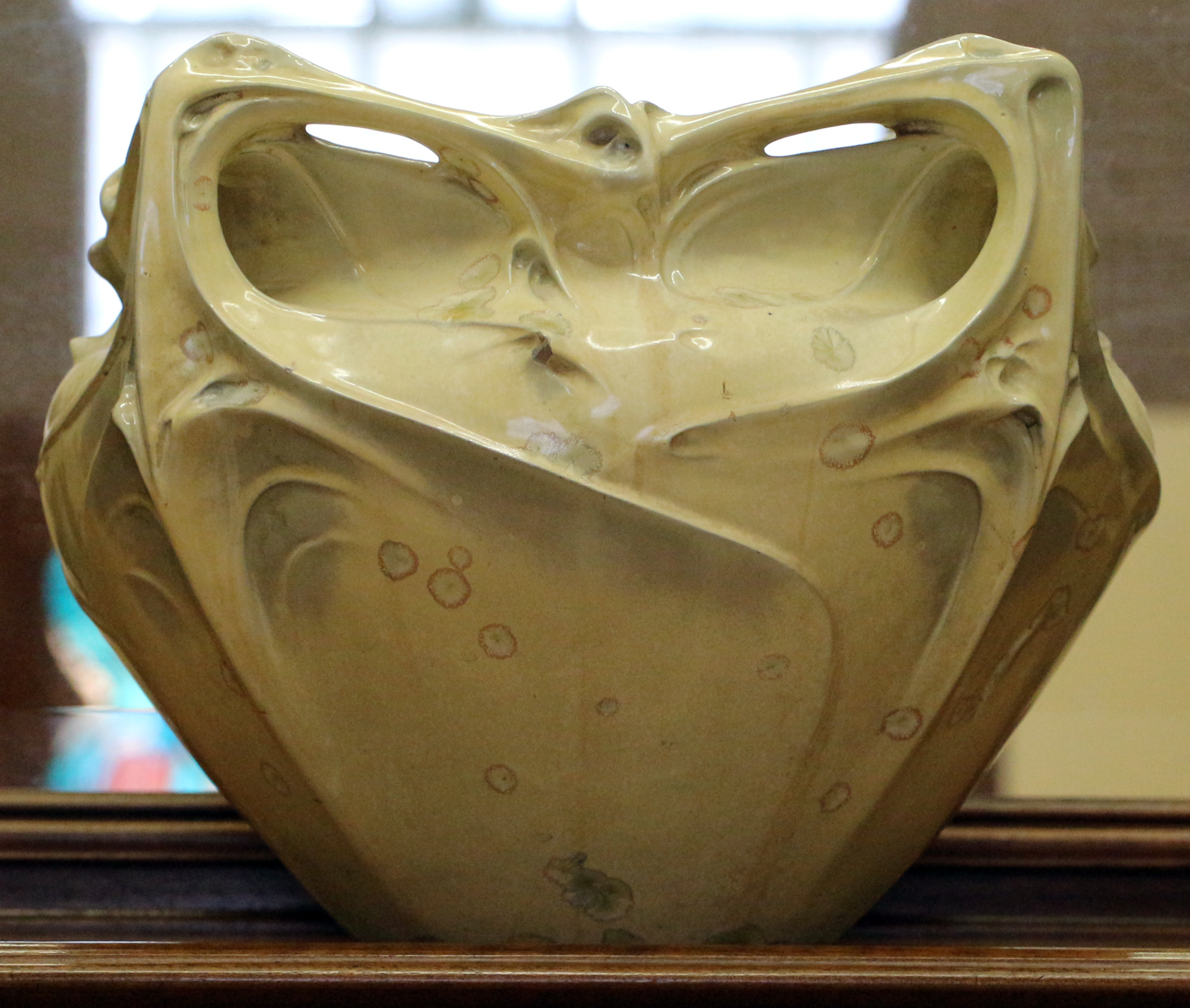
Кашпо. Фаянс. 1900. Музей д’Орсе, Париж
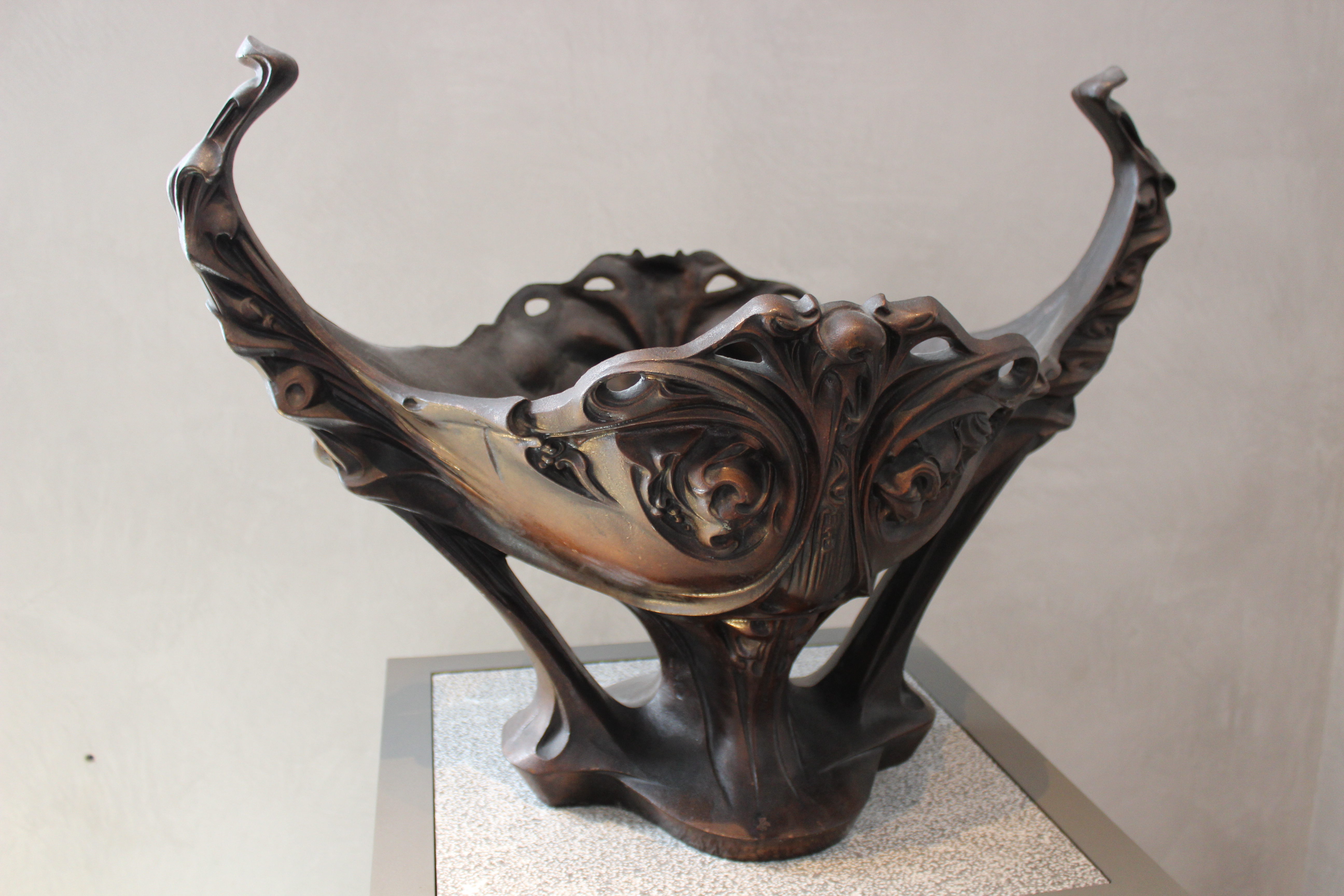
Жардиньерка. 1905
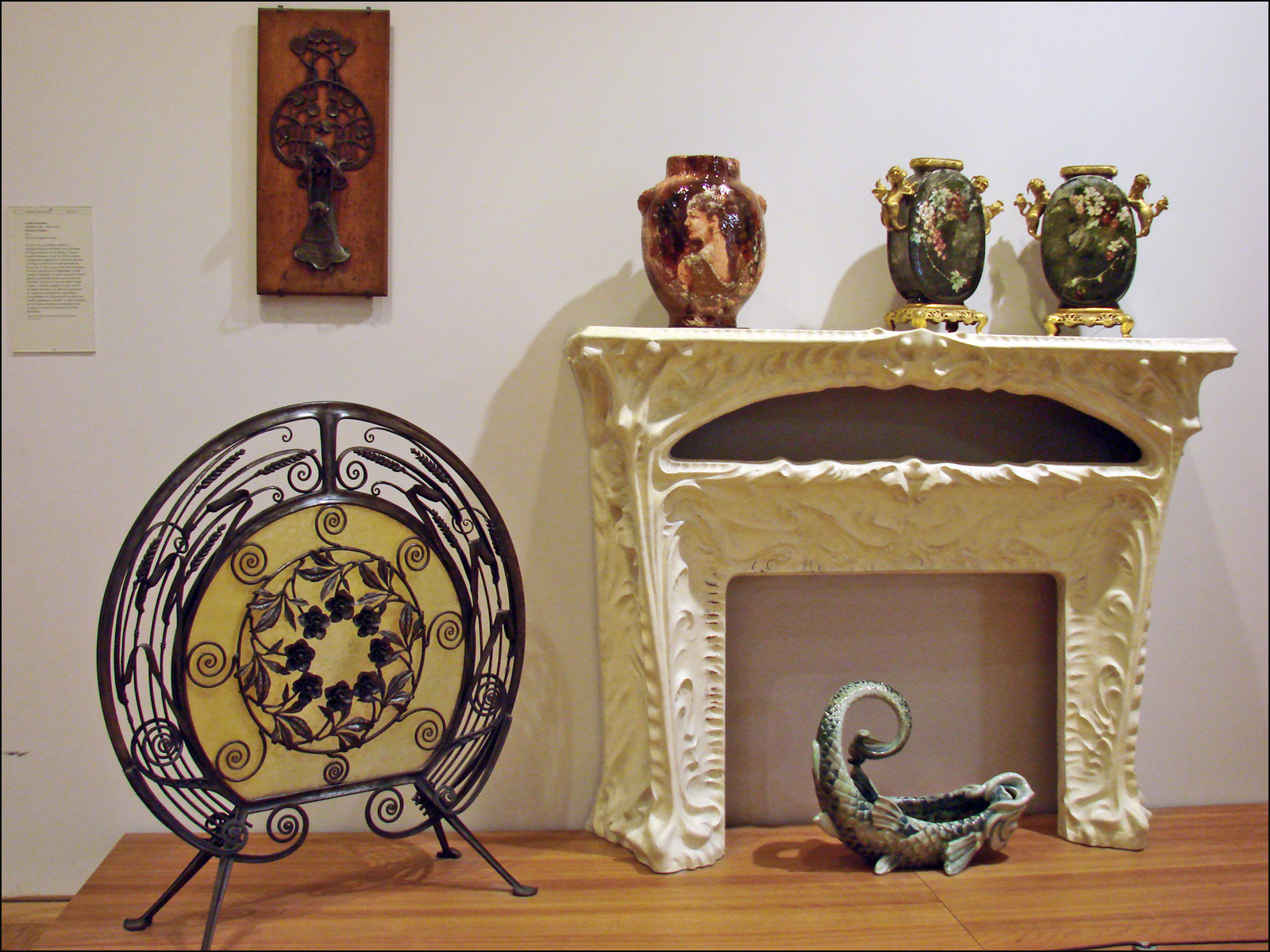
Камин. Ок. 1910. Пти Пале, Париж
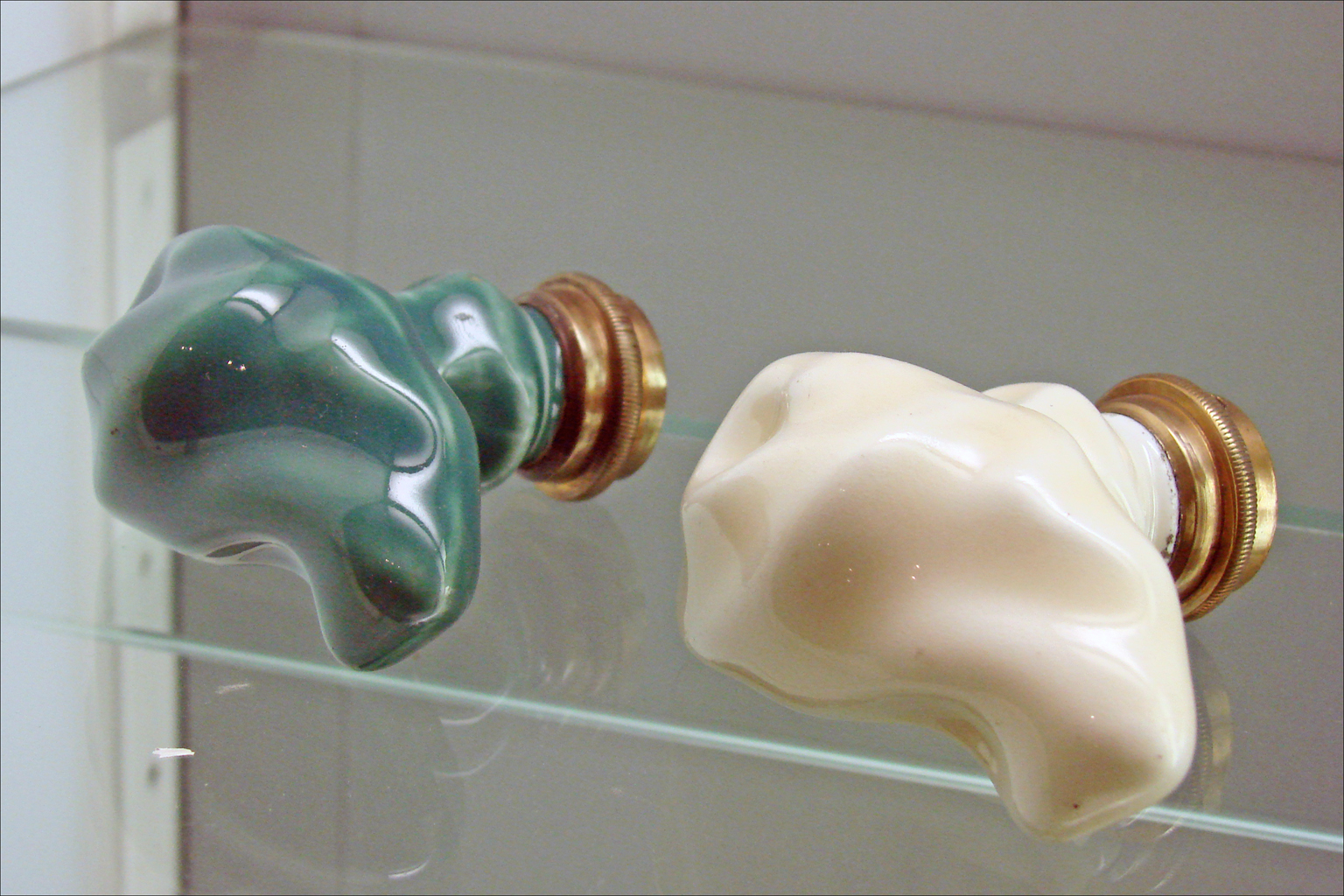
Дверные ручки. Фарфор. Музей Брёхана, Берлин